# Connetta
Albums de Ami Suzuki
Around the World
(2005) Dolce
(2008)
Remix par Ami Suzuki
Amix World
(2006)
Singles
Connetta (écrit en capitales CONNETTA) est le 2e album original de Ami Suzuki sorti sous le label Avex Trax, en 2007, et son 7e album au total en comptant trois albums originaux et une compilation sortis chez Sony Music Japan et un album de remix.

## Présentation
L'album sort le 21 mars 2007 au Japon sous le label Avex Trax, produit par Max Matsuura. Il atteint la 26e place du classement de l'Oricon. Il se vend à 8 410 exemplaires la première semaine, et reste classé pendant 3 semaines, pour un total de 11 505 exemplaires vendus durant cette période ; c'est alors son album original le moins vendu. Il sort également en deux éditions au format "CD+DVD", notées "A" et "B", avec chacune une pochette et un DVD en supplément différents, avec un mini-drama sur le "DVD A" et un mini-concert sur le "DVD B".
Cet album est présenté comme un projet collaboratif de la chanteuse avec divers artistes, dans la lignée des trois singles sortis pendant chacune des trois semaines précédentes : O.K. Funky God par Ami Suzuki joins Buffalo Daughter, Peace Otodoke!! par Ami Suzuki joins THC!!, et Sore mo Kitto Shiawase par Ami Suzuki joins Kirinji. En plus des chansons-titres de ces trois singles, l'album contient aussi sept titres déjà parus sur les quatre singles en solo de Ami Suzuki sortis auparavant en 2005 et 2006 : Little Crystal, Fantastic, Alright!, et Like a Love?.
Pour correspondre au concept collaboratif de l'album, ces anciens titres, ainsi que les quatre nouveaux composés pour l'album, sont attribués non plus à la chanteuse seule, mais sous la forme Ami Suzuki joins… (tel artiste), en compagnie de l'artiste ou du groupe avec lequel il a été composé ou arrangé : les groupes HΛL, Scoobie Do, et Northern Bright, les musiciens Hideki Kaji, Ryotaro Kihara, Kenji Ueda (The pillows), et Kazuhito Kikuchi, le DJ Ken Harada, et les chanteuses Ai Otsuka, et Ayano Tsuji. L'album lui-même est attribué à Ami Suzuki, qui figure seule en couverture.

## Liste des titres
| 1.  | Aozora to Water (青空とWater) (Ami Suzuki joins Hideki Kaji (カジヒデキ)            | Hideki Kaji / Hideki Kaji / Hideki Kaji         | 4:20 |
| 2.  | Alright (Ami Suzuki joins HΛL)                                                      | Ami Suzuki / Kazunori Watanabe / HΛL            | 5:24 |
| 3.  | Peace Otodoke!!♥ (Peaceお届け!!♡) (Ami Suzuki joins THC!!)                          | Suzuki, Kai, Kana, Ritz / THC / THC & CMJK      | 4:20 |
| 4.  | Dancin' Little Woman (Ami Suzuki joins Scoobie Do)                                  | Taijiro Matsuki / Taijiro Matsuki / Scoobie Do  | 3:23 |
| 5.  | Hare Moyô. (ハレもよう。) (de Alright!) (Ami Suzuki joins Ryotaro Kihara)           | Ami Suzuki/ Tetsuya Muramatsu/ Ryotaro Kihara   | 5:02 |
| 6.  | To Be Free (To be Free) (de Little Crystal) (Ami Suzuki joins HΛL)                  | Ami Suzuki / Kazuhiro Hara / HΛL                | 5:32 |
| 7.  | Squall ni Nurete (スコールにぬれて) (de Like a Love?) (Ami Suzuki joins Kenji Ueda) | Ami Suzuki / Kei Yoshikawa / Kenji Ueda         | 4:45 |
| 8.  | Everything to Me (EVERYTHING TO me) (Ami Suzuki joins Northern Bright)              | Ami Suzuki / Hitoshi Arai / Northern Bright     | 4:32 |
| 9.  | O.K. Funky God (Ami Suzuki joins Buffalo Daughter)                                  | Suzuki & Buffalo Daughter / Buffalo Daughter    | 3:54 |
| 10. | Fantastic (Ami Suzuki joins Ken Harada (原田憲)                                     | Ami Suzuki / Y@suo Ohtani / Ken Harada          | 4:41 |
| 11. | Crystal (de Little Crystal) (Ami Suzuki joins Kazuhito Kikuchi)                     | Ami Suzuki / Kazuhito Kikuchi / KZB             | 4:09 |
| 12. | Sore mo Kitto Shiawase (それもきっとしあわせ) (Ami Suzuki joins Kirinji)            | Takaki Horigome / Yasuyuki Horigome / Kirinji   | 5:58 |
| 13. | Like a Love? (Ami Suzuki joins Ai Ōtsuka (大塚愛)                                   | Ami Suzuki / Ai (Ōtsuka) / Ai (Ōtsuka) & Ikoman | 4:13 |
| 14. | Aishiteru Kitto (愛してる きっと) (Ami Suzuki joins Ayano Tsuji (つじあやの)        | Ami Suzuki / Ayano Tsuji / Ayano Tsuji          | 3:23 |

| 1. | Original Short Drama - "join"      |  |
| 2. | Making Movie - "Behind the Scenes" |  |
| 3. | "Single TV-Spot Collection"        |  |

| 1. | Birthday Live "Happy 25th Anniversary" @ SHIBUYA duo music exchange : Like a Love?, Negai Goto, Alright!, Delightful |  |
| 2. | Making Movie - "Behind the Scenes"                                                                                   |  |
| 3. | "Single TV-Spot Collection"                                                                                          |  |